# Ludwig Liegle
Ludwig Liegle (ur. 1941) – niemiecki pedagog, profesor Uniwersytetu w Tybindze. Zajmuje się głównie pedagogiką porównawczą. W latach 1981–1984 pełnił funkcję przewodniczącego niemieckiej sekcji Europejskiego Towarzystwa Pedagogiki Porównawczej.

## Ważniejsze prace
- The Family's Role in Soviet Education (1975)
- Familie und Kollektiv im Kibbutz (1976)